# جايمي غونسالفيس
جايمي غونسالفيس (6 فبراير 1899 في البرتغال - ) هو لاعب كرة قدم برتغالي في مركز الهجوم. شارك مع منتخب البرتغال لكرة القدم. أما مع النوادي، فقد لعب مع سبورتينغ لشبونة.

## وصلات خارجية
- جايمي غونسالفيس على موقع قاعدة بيانات كرة القدم.إي يو (الإنجليزية)
- جايمي غونسالفيس على موقع عالم كرة القدم.نت (الإنجليزية)